# Rio Ardenza
Il Rio Ardenza è un corso d'acqua di carattere torrentizio con una portata molto bassa che si riduce a quasi nulla durante la stagione estiva.

## Il corso dell'Ardenza
Lungo 11 chilometri, il Rio Ardenza è tra i maggiori torrenti delle Colline livornesi. Scende dalle pendici del Monte Maggiore, 454 Metri sul livello del mare, per scavare una valle compresa tra la località di Valle Benedetta e quella delle Palazzine. Dopo tre chilometri dalle sorgenti il ruscello riceve il suo primo considerevole affluente, il Botro Rosso. Poco dopo attraversa la località di Popogna all'altezza di 130 m s.l.m.
Il corso del rio prosegue con una pendenza stabile per altri 4 km senza ricevere affluenti considerevoli (tranne il Botro Sperticaia dalla parte delle Palazzine), fino all'altezza di 40 m s.l.m. dove, diramandosi in due bracci, alimenta un piccolo lago.
Da quel momento in poi il corso dell'Ardenza si fa più lento e la pendenza diminuisce. Attraversa il quartiere livornese dell'Ardenza (da qui il nome) e riceve il suo maggiore affluente, il Botro del Molino, che contribuisce quasi completamente alla portata del Rio Ardenza. Durante l'estate, quando il ramo principale del torrente secca, il Botro del Molino, grazie alle sue numerose sorgenti, impedisce al corso d'acqua di prosciugarsi.
Durante la sua parte finale il Rio Ardenza ha una pendenza minima e i suoi argini sono ben scavati. Durante questo breve tratto di poco più di un km, prima di arrivare alla foce presso la località Tre Ponti viene raggiunto dal suo ultimo affluente da Montenero: il Botro le Brescie, anch'esso alimentato da numerose sorgenti.
Il Rio Ardenza ha una foce a estuario, che durante i periodi di alta marea viene coperta dall'acqua del mare.

## Affluenti

### A destra del corso d'acqua
- Botro Rosso, 1,5 km;
- Valle Corsa, 1,5 km.

### A sinistra del corso d'acqua
- Botro Sperticaia, 1 km;
- Botro del Molino, 4 km;
- Botro le Brescie, 3 km.
- Botro del Forcone.

## Luoghi attraversati
- Popogna Vecchia;
- Popogna Nuova;
- Località Cava;
- Quartiere Collinaia;
- Quartiere Ardenza;
- Villa Bellavista;
- Tre Ponti.